# 48 Doris
48 Doris este un asteroid de tip C din centura de asteroizi. A fost descoperit de Hermann Goldschmidt la 19 septembrie 1857. Este numit după Doris (Δωρις), o nimfă a mării din mitologia greacă.